# گارجانیا
گارجانیا (نام علمی: Garjainia prima) نام یک گونه از تیره سرخ‌سوسماران است.